# Arciso Artesiani
Arciso Artesiani (Marzabotto, 21 januari 1922 - Emilia-Romagna, 16 maart 2005) was een Italiaans motorcoureur.

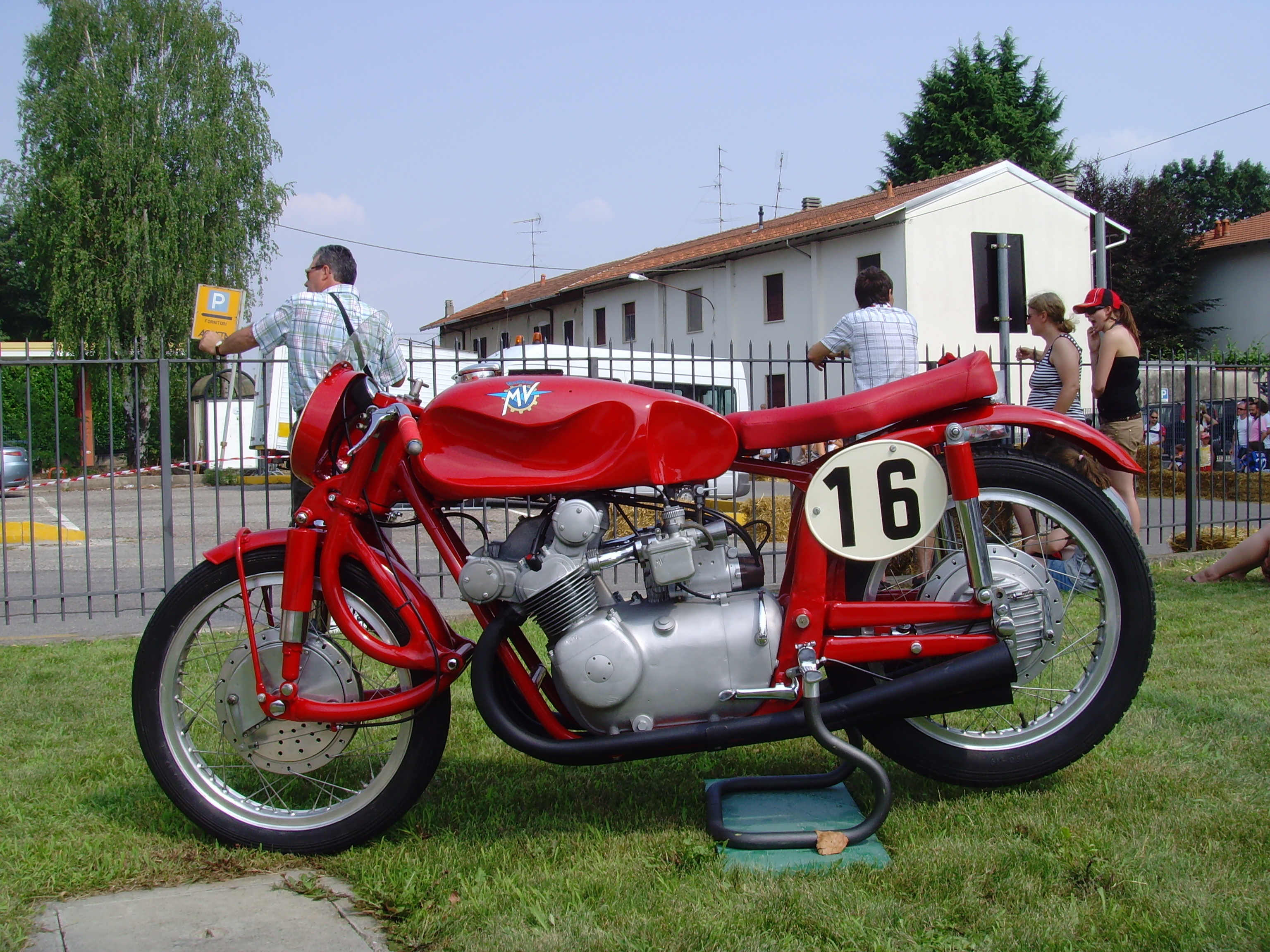
MV Agusta 500 4C, waarschijnlijk van begin 1951. De machine heeft nog cardanaandrijving en twee carburateurs, maar ook al de nieuwe Earles voorvork die in 1952 werd gebruikt.

## Carrière

### Gilera
Artesiani won in 1947 de Grand Prix des Nations op het Fiera Campionaria stratencircuit in Milaan, nadat de Moto Guzzi-coureurs Angelo Balzarotti en Enrico Lorenzetti met elkaar in botsing waren gekomen. Hij deed dat met een eencilinder Gilera Saturno Competizione.
In 1949, toen voor het eerst het wereldkampioenschap wegrace werd georganiseerd, werd hij in zijn eerste race met de nieuwe Gilera viercilinder tweede in de Grand Prix van Zwitserland, derde in de TT van Assen, tweede in Francorchamps en tweede in de Grand Prix des Nations in Monza. In de Ulster Grand Prix viel hij uit door een vastloper. Hij eindigde als derde in de stand om het wereldkampioenschap achter Les Graham met de AJS Porcupine en zijn teamgenoot Nello Pagani. De titel van Les Graham kwam tot stand door de puntentelling van dat jaar, waarbij ook punten gehaald konden worden door het rijden van de snelste ronde. Daarvoor moest degene die dat deed wél de finish halen. Dit laatste onderdeel was in de Italiaanse vertaling van het Franse reglement verloren gegaan, waardoor men bij Gilera aanvankelijk in de veronderstelling was dat Pagani en Artesiani eerste en tweede waren geworden.

### MV Agusta
Aan het einde van het seizoen viel constructeur Piero Remor in ongenade bij Gilera en hij vertrok naar het nieuwe team van MV Agusta. Bij zijn vertrek gingen Artesiani en de constructeur Arturo Magni met hem mee, ondanks het feit dat er tussen Artesiani en Remor onenigheid was ontstaan over het missen van de constructeurstitel. Remor vond dat Artesiani die binnen had moeten halen, maar Artesiani weet het missen van de titel aan de vastloper in de Ulster Grand Prix, die het gevolg was van het feit dat Remor om tijd te winnen tijdens de pitstop slechts een deel van de motorolie had laten verversen. Bovendien trokken de Italianen nog niet naar de TT van Man, bij gebrek aan kennis van de 60km-lange Snaefell Mountain Course. Toen Arciso Artesiani naar MV Agusta vertrok sprak men bij Gilera zelfs van “verraad”. Artesiani had echter niet veel keus. Hij was MV Agusta-dealer in Bologna en kreeg een ruim salaris van 800.000 lire en een motor.
Hoewel Remor de motor van de Gilera 500 feitelijk kopieerde, was de MV Agusta in de eerste jaren nog lang niet opgewassen tegen de Gilera, de AJS en de Norton Manx.
Artesiani was in het seizoen 1950 de enige fabrieksrijder en hij werd vijfde in Francorchamps, twaalfde in Zwitserland en derde in Monza. In Assen viel hij uit en in de Senior TT en de Ulster Grand Prix kwam MV Agusta helemaal niet aan de start. Daardoor werd hij slechts achtste in de eindstand van het wereldkampioenschap.
Ook in 1951 kon de MV geen potten breken, hoewel het team flink was uitgebreid met Carlo Bandirola, Bruno Bertacchini en voor de races op de Britse eilanden Les Graham. Graham scoorde echter geen enkel punt met de MV Agusta 500 4C. Bandirola werd naar de meeste races uitgezonden. De machine was uiterst onbetrouwbaar en Artesiani viel uit in drie van de vier wedstrijden waarin hij startte. Zijn enige finish was dan wel een podiumplaats: derde in de GP van Spanje. Uiteindelijk was dat slechts genoeg voor een gedeelde veertiende plaats in het kampioenschap. Artesiani won in 1951 ook de (in Italië belangrijke) wedstrijd Milaan - Taranto.
Waarschijnlijk beëindigde Arciso Artesiani hierna zijn carrière. Hij had in 1949 samen met zijn broer Medardo een motorzaak geopend. Op 16 maart 2005 overleed Arciso Artesiani aan de gevolgen van een hartinfarct.

## Wereldkampioenschap wegrace resultaten
(Races in cursief geven de snelste ronde aan)

### Puntentelling
|                    | 1e | 2e | 3e | 4e | 5e | 6e | snelste ronde |
| ------------------ | -- | -- | -- | -- | -- | -- | ------------- |
| Punten 1949:       | 10 | 8  | 7  | 6  | 5  | 0  | 1             |
| Punten vanaf 1950: | 8  | 6  | 4  | 3  | 2  | 1  | 0             |

| Jaar | Klasse | Team      | Motorfiets       | 1     | 2       | 3       | 4      | 5       | 6     | 7     | 8       | Punten | Plaats | Overwinningen |  | Wereldkampioen                 |
| ---- | ------ | --------- | ---------------- | ----- | ------- | ------- | ------ | ------- | ----- | ----- | ------- | ------ | ------ | ------------- |  | ------------------------------ |
| 1949 | 500 cc | Gilera    | Gilera 500 4C    | IOM - | ZWI 2   | NED 3   | BEL 2  | ULS DNF | NAT 2 |       |         | 25     | 3e     | 0             |  | Les Graham, AJS E90            |
| 1950 | 500 cc | MV Agusta | MV Agusta 500 4C | IOM - | BEL 5   | NED DNF | ZWI 12 | ULS -   | NAT 3 |       |         | 6      | 8e     | 0             |  | Umberto Masetti, Gilera 500 4C |
| 1951 | 500 cc | MV Agusta | MV Agusta 500 4C | SPA 3 | ZWI DNF | IOM -   | BEL -  | NED DNF | FRA - | ULS - | NAT DNF | 4      | 13e    | 0             |  | Geoff Duke, Norton 30M Manx    |